# Квадратная миля
Квадра́тная ми́ля (сокр. кв. миля, миля²; англ. square mile, сокр. sq mi, mi²) — единица измерения площади, производная от мили. Поскольку базовая единица с названием «миля» существовала и существует в различных системах мер и при этом определяется(‑лась) по-разному (см. Миля), указание единицы измерения «квадратная миля» также требует уточнения.
В английской системе мер — имперской (британской) и американской — одна квадратная миля равна площади квадрата со стороной 1609,344 м (по стандарту, принятому в 1959 году). В других единицах, кв. миля равна
- 4 014 489 600 кв. дюймам (sq in);
- 27 878 400 кв. футам (sq ft);
- 3 097 600 кв. ярдам (sq yd);
- 2560 рудам (roods);
- 640 акрам (acres);
- 258,998 811 033 6 гектарам (га);
- 64 кв. фурлонгам (sq furlongs).
- 2 589 988,110 336 кв. метрам (м²), или 2,589 988 110 336 кв. километрам (км²).